# David M. Evans

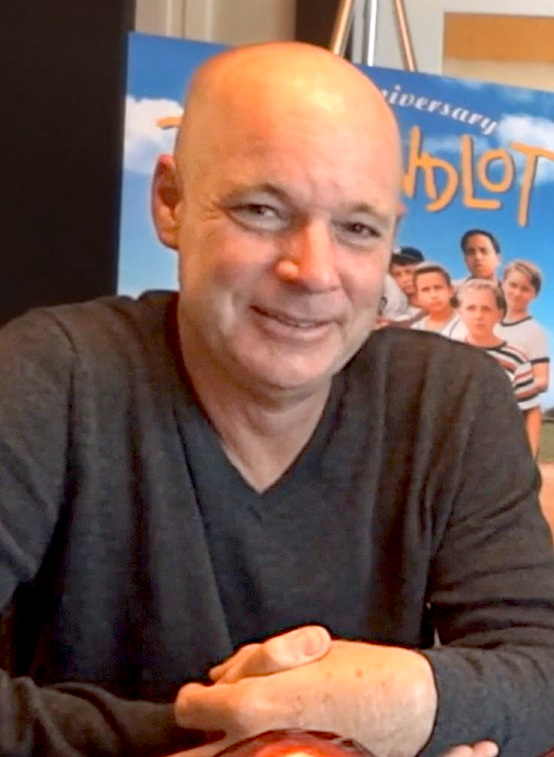
David Mickey Evans im Jahr 2013

David Mickey Evans (* 20. Oktober 1962 in Wilkes-Barre, Pennsylvania) ist ein US-amerikanischer Filmregisseur und Drehbuchautor, der in kleinen Rollen auch als Schauspieler in Erscheinung tritt.

## Leben und Wirken
David M. Evans studierte an der Loyola Marymount University und machte dort 1984 seinen Abschluss. Seine Karriere im Filmgeschäft begann er als Drehbuchautor. 1986 wurde mit Spiel mit dem Terror der erste Film gedreht, der auf der Grundlage eines Drehbuchs von Evans produziert wurde. 1992 verkaufte er sein Drehbuch zu Flug ins Abenteuer (Radio Flyer) für 1,2 Millionen US-Dollar.  Der Film wurde von Richard Donner inszeniert. Ein Jahr später gab er sein Regiedebüt mit Herkules und die Sandlot-Kids, zu dem er selbst auch das Drehbuch verfasste. Weitere Filmprojekte folgten.

## Filmografie (Auswahl)
als Drehbuchautor
- 1986: Spiel mit dem Terror (Terminal Entry)
- 1987: Open House
- 1992: Flug ins Abenteuer (Radio Flyer)
- 1993: Herkules und die Sandlot-Kids (The Sandlot)
- 1993: Gefährliche Reise zum Mittelpunkt der Erde (Journey to the Center of the Earth)
- 1995: Ed
- 2004: Micky, Donald, Goofy – Die drei Musketiere (Mickey, Donald, Goofy: The Three Musketeers)
- 2005: Herkules und die Sandlot Kids 2 (The Sandlot 2)
- 2009: Ace Ventura 3 – Der Tier-Detektiv (Ace Ventura Jr: Pet Detective, Fernsehfilm)

als Regisseur
- 1993: Herkules und die Sandlot-Kids
- 1996: Mr. Präsident Junior (First Kid)
- 2000: Beethoven: Urlaub mit Hindernissen (Beethoven’s 3rd)
- 2001: Beethoven 4 – Doppelt bellt besser (Beethoven’s 4th)
- 2003: Almost Legal – Echte Jungs machen’s selbst (After School Special)
- 2003: Wilde Tage (Wilder Days, Fernsehfilm)
- 2005: Herkules und die Sandlot Kids 2 (The Sandlot 2)
- 2007: The Final Season
- 2009: Ace Ventura 3 – Der Tier-Detektiv (Ace Ventura Jr: Pet Detective, Fernsehfilm)
- 2012: Mein Freund Smitty – Ein Sommer voller Abenteuer (Smitty)